# Dr. Beat
Dr. Beat è un singolo del gruppo musicale statunitense Miami Sound Machine, guidato dalla cantante di origine cubana Gloria Estefan. Il brano, pubblicato nel 1984, è estratto dal loro primo album in lingua inglese, Eyes of Innocence.

## Tracce
- Vinile 12" (USA)

1. Dr. Beat (Long Version)
2. Dr. Beat (Instrumental Version)

- Vinile 7" (Internazionale)

1. Dr. Beat (Album Version)
2. When Someone Comes Into Your Life (Album Version)